# Cryptocarya pervillei
Cryptocarya pervillei là loài thực vật có hoa trong họ Nguyệt quế. Loài này được Baill. miêu tả khoa học đầu tiên năm 1885.